# Aplink Žirgų ragą
Aplink Žirgų ragą plným názvem Pėsčiųjų maršrutas Aplink Žirgų ragą, česky lze přeložit jako Okolo mysu/rohu hřebců, je okružní naučná stezka na poloostrově Žirgų ragas (Hřebčí mys/roh) v seniorátu Preila-Pervalka (Preilos-Pervalkos seniūnija) města/okresu Neringa v západní Litvě. Nachází se v Národním parku Kuršská kosa na Kuršské kose v Klaipėdském kraji. Cesta má přívlastek Brána do světa dun.

## Další informace
Trasa délky 5 km začíná v Pervalce a pokračuje po pobřeží kolem turistického odpočívadla s ohništěm, kolem ptačí pozorovatelny Pervalka, až k mysu Žirgų ragas poblíž ostrovního majáku v Pervalce. Pak vede kolem mysu Birštvyno ragas, k zajimavým pískovým pobřežním výchozům tvořenými erozí vod moře a k populárnímu výhledu na Mrtvé duny (Žvilgsnis į Mirusiąsias kopas) . Následně se trasa otáčí zpět a od moře vede vnitrozemím po Cestě včelařů (Bitininkų kelias), které je nazvána podle místní známé včelařské výzkumné stanice, zpátky na začátek. Stezka, která vede lesem, loukami a po písku, je celoročně volně přístupná.

## Galerie

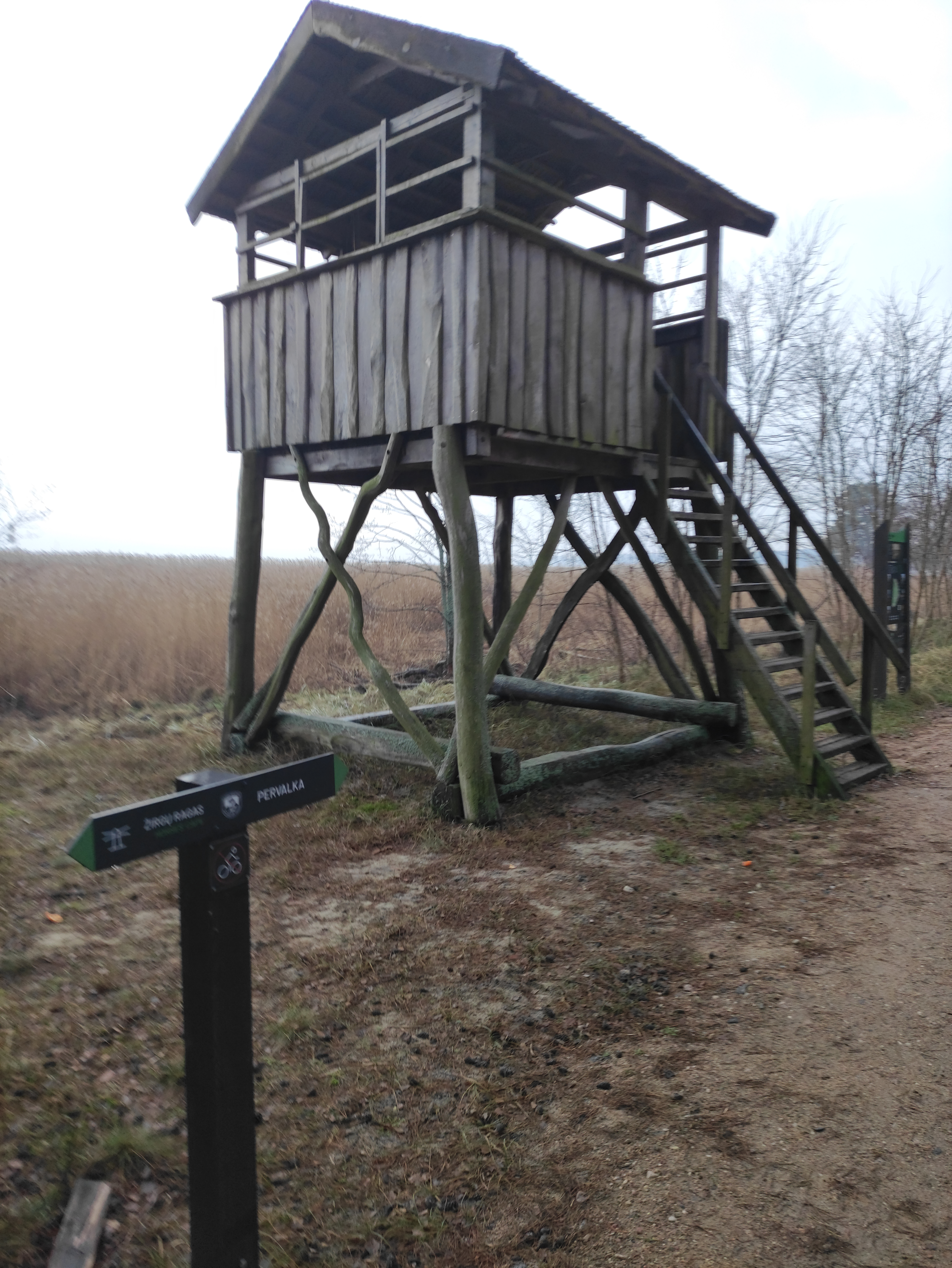
Ptačí pozorovatelna Pervalka
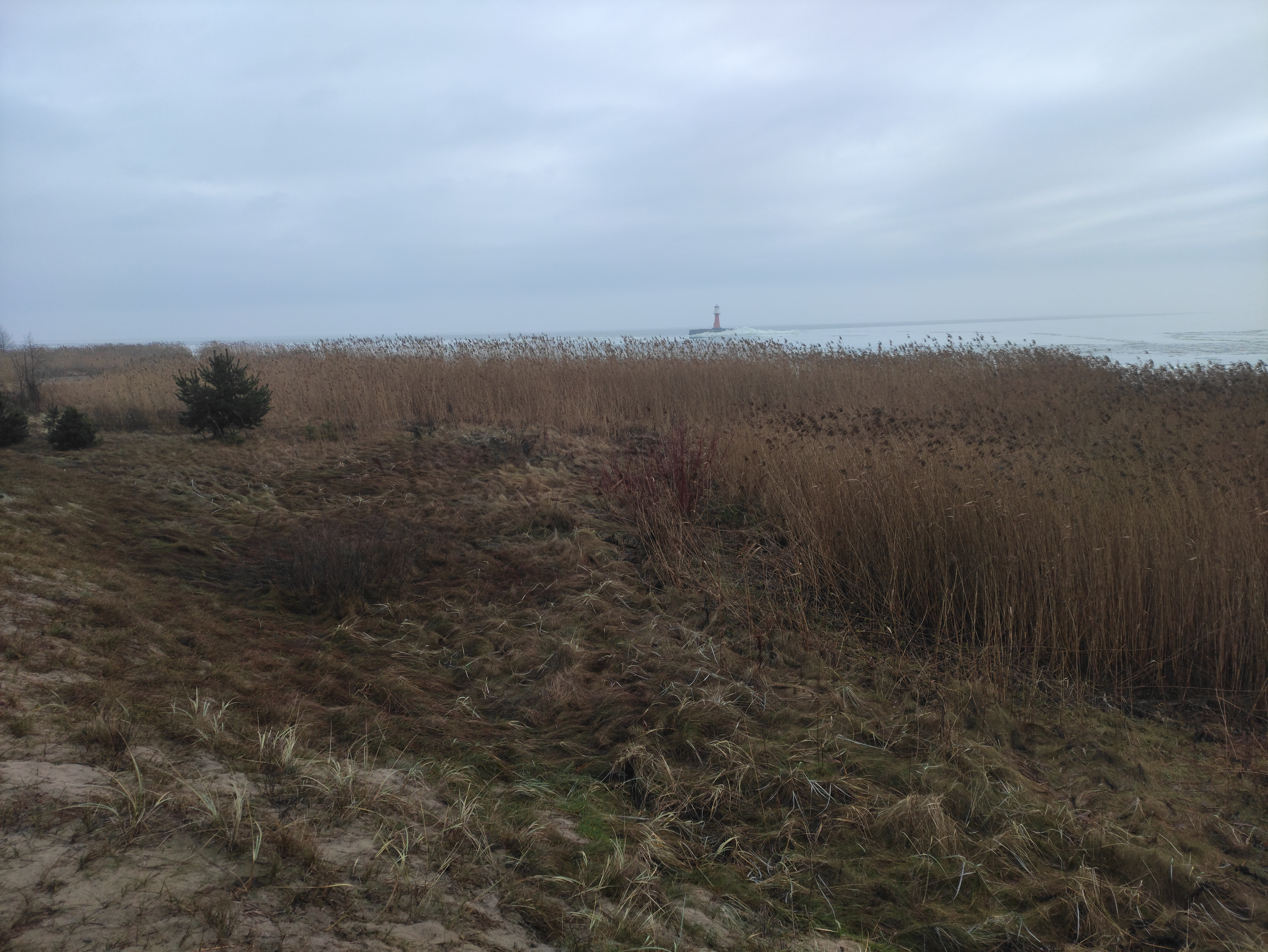
Poblíž hrotu mysu Žirgų ragas, v pozadí maják v Pervalce
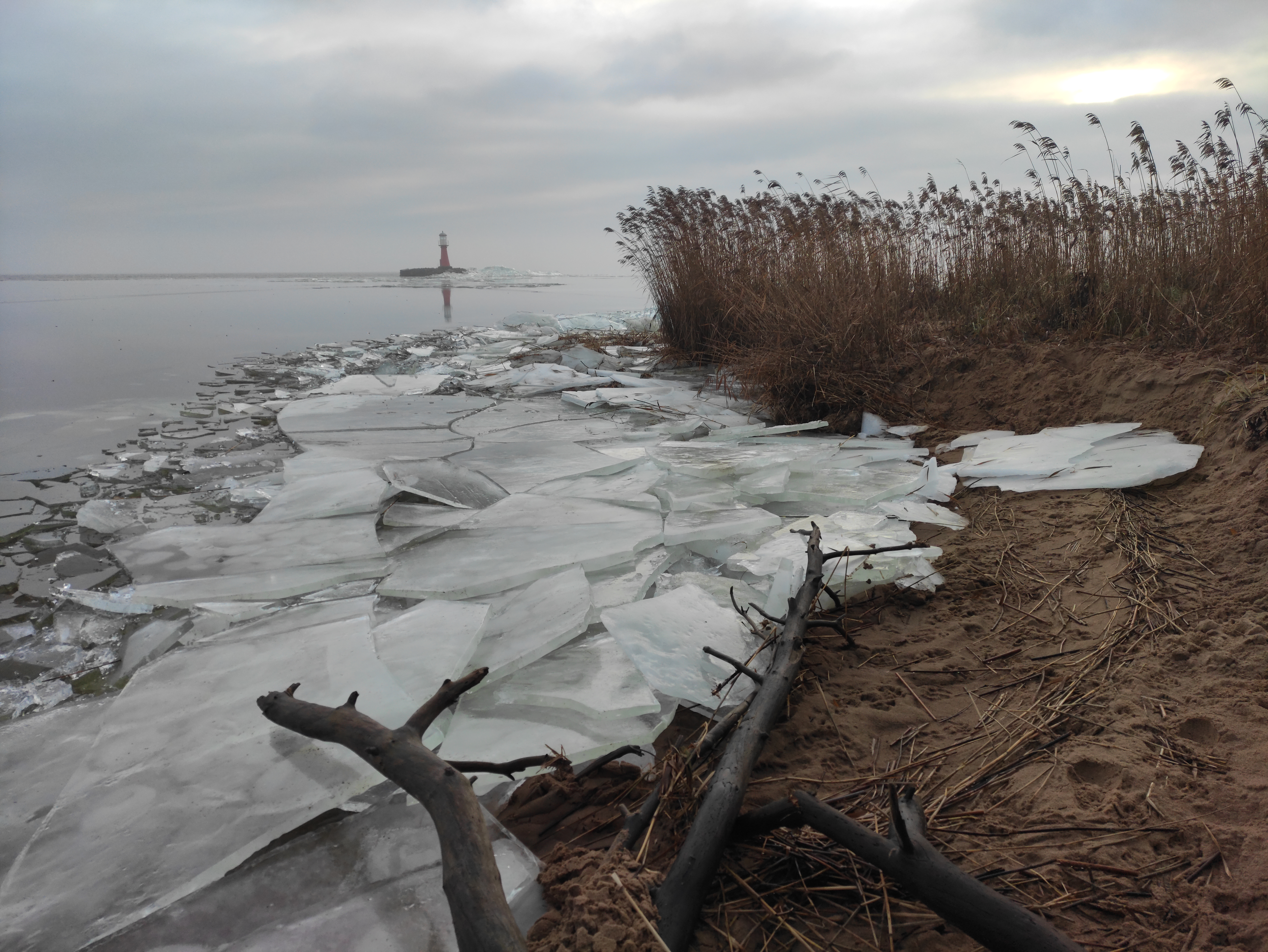
Poblíž hrotu mysu Žirgų ragas, v pozadí maják v Pervalce